# نهر شروين
شروين: بكسر الشين المعجمة وسكون الراء المهملة وكسر الواو وسكون الياء المثناة التحتية بعدها نون، وهو نهر يخرج من نهر ديالى.

## التسمية
لا يُعرف السبب الذي سمي به هذا النهر بشروين. وشروين اسم قلعة حصينة في شروان. وأيضاً اسم أحد أحفاد فرزند زادها ملك كبوس أخ أنوشروان.

## مجرى النهر
يمتد نهر شروين إلى الغرب من نهر ديالى، وطوله من مخرجه الحالي إلى منتهاه نحو أربع ساعات ونصف، ومخرجه الآن من شرقي قرية المنصورية وهي اليوم أصبحت ناحية تعرف باسم ناحية المنصورية على مسافة (400) خطوة منها، وقد كان مخرجه القديم في الغرب الجنوبي من هذه القرية على مسافة (80) خطوة من بساتينها، فأهمله مستأجر النهر واسمه شارود أفندي، ((من آل مهدي السعد وهم رؤساء قرية الهويدر إحدى قرى جلولاء، واليوم تتبع ناحية العبارة))، واخرج له مخرجاً ثانياً من بين بساتين قرية المنصورية ثم تركه قبل (3) سنوات لقلة ما كان يجريه من الماء وأخرج له المخرج الحالي وهو غير منحوت في جبل ولا مبنية فوهته بشيء، وليس له باب بل يسد عند الحاجة بالأحطاب وصغار الحصى، أما عرضه فهو متران ونصف، وعمقه ثلاثة أمتار، وعلى مسافة ساعة ونصف من مخرجه عَبَّارة يعبر النهر عليها من فوق مجرى نهر الخالص ويتعداه إلى الجانب الجنوبي منه، وهذه العبارة تبعد عن مخرج النهر مسافة ساعة ونصف إلى غربيه وعن مخرج الخالص مسافة ساعة واحدة وهو إلى شرقيها، وعن مركز ناحية دلي عباس والتي أصبحت اليوم قضاءاً يسمى قضاء دلي عباس، مسافة ساعة وربع وهو إلى غربيها، والعبارة قنطرة يجري الماء على ظهرها، طولها (17) متراً وعرضها متران ونصف، وكانت قديماً مبنية بالطاباق والكلس فقط، فجدد بنائها قبل (3) سنوات عبد القادر باشا الخضيري فجعل للمجرى الذي على ظهر القنطرة انبوباً من الحديد، مؤلفاً من عدة قطع متماسكة ركَّبها على البناء على طول قنطرة العبارة، وعلو المجرى متر واد فقط. وليس على نهر شروين من مخرجه إلى عبارته شيء من المزارع سوى ستة كرود (جمع كَرد بفتح الكاف) يتولى زراعتها جماعة من الجبور وهي واقعة بين مجرى نهر المنصوري وبين الخالص، فيجري نهر شروين بينهما إلى ان ينتهي في جريه إلى العبارة، فيعبر الخالص ومن هناك يبتدأ بسقي المزارع إلى ان ينتهي إلى أراضي نهر الوشاع (وزان وشاح وهو أحد أنهر الخالص) وطوله من العبارة إلى منتهاه (3) ساعات وزراعته الآن (ذلك الوقت) نحو (200) فدان.

## الرقاق
وفي هذا النهر الرگگ (الرقاق) ((جمع رگة (رقة) بتشديد الكاف الفارسية بعدها هاء)) وهي الأرض الواطئة التي تكون على جوانب الأودية الكبرى والمجاري الطبيعية، وهي إحدى عشرة رقة منها ثمان تشبه الاحراج وثلاث لا تنبت إلا ما يزرع فيها.

## القلعة
وعلى مسافة نصف ساعة من العبارة وساعة من مركز ناحية دلي عباس، قلعة على نهر شروين بناها مستأجر النهر قديماً وهو فدعم الأطرش العزاوي (نسبة عامية إلى قبيلة العزة) وفيها من النخيل (20) رأساً.

## التلال والروابي
```
وفي نهر شروين من التلال والربى شيء كثير فمنها:
```

- تل طريميش ويقع إلى شرق القلعة على مسافة (200) خطوة منها، وعلوه أربعة أمتار ومحيطه (120) متراً.
- تل الِمْگلوَز (اللام مكسورة كسر غير بين والميم ساكنة وكاف فارسية ولام ساكنة وواو مفتوحة وزاي) ويقع في منتهى أراضي شروين، علوه ستة أمتار ومحيطه (150) متراً، وفيه الكثير من الطاباق المكسر.
- تل أبو عظام (جمع عظم) ويقع على نهر ديالى جنوب تل المگلور ويبعد عنه مسافة نصف ساعة، علوه (15) متراً ومحيطه (250) متراً، وعثر فيه على الكثير من كسر الآجر.
- تل شهاب ويقع إلى الغرب الجنوبي من مركز ناحية دلي عباس على مسافة نصف ساعة منه وهو في منتهى نهر سمير (على وزان بير وهو أحد انهر شروين) علوه (15) متراً ومحيطه (800) متراً، وعليه شقف (كسر) الخزف وكسر من الطاباق.
- تل أبو عجارب (عقارب جمع عقرب وبالعامية عگرب) وهو إلى الشرق الشمالي من المكلوز، وهو واقع على مجرى نهر شروين ما بين المگلوز وأبي عظام، ومحيطه أربعة أمتار ومحيطه (150) متراً، وعليه الكثير من الطاباق المكسر.
- تلال الخيوط السبعة (وخيط تعني تل) والخيوط السبعة تعني التلول السبعة وهي ممتدة من قلعة شروين إلى تل شهاب، علو الواحد منها أربعة أمتار ومحيطه يتراوح بين (100) إلى (120) متراً، وعليها القليل من الطاباق المكسر.
- تل حندولة وهو واقع على ديالى إلى الشرق الجنوبي من تل أبي عجارب، علوه ستة أمتار ومحيطه (150) متراً، وعليه الكثير من الطاباق المكسر والغير مكسر.
- تل الغزيفي (كسر اللام كسراً غير بين وسكون الغين المعجمة وتحريك الزاي المعجمة بين الفتح والكسر وسكون الياء المثناة التحتية وكسر الفاء وتشديد الياء المثناة) وهو واقع بين تل حندولة وأبي عجارب، علوه أربعة أمتار ومحيطه (120) متراً، وعليه الكثير من الطاباق المكسر والغير مكسر. وتوجد تلالاً واكوازاً غير هذه التي ذكرتها كثيرة ملونة الأديم.[1]

## ملكية النهر
يقول السيد إبراهيم فصيح الحيدري ان نهر شروين أحياه جدي العلامة الشريف أسعد الحيدري مفتي بغداد، بماله ورجاله في أيام الوزير العلامة داود باشا الذي وليَّ بغداد من سنة (1232-1244ه‍/1817-1828م)، بعد ان كان مندرساً مدة طويلة وصار مقاطعة جسيمة. وكان تحت تصرفنا إلى الطاعون (1241ه‍/1831م). ثم غصبنا إياه علي رضا باشا والذي كان والياً على بغداد من سنة (1246-1252ه‍/1830-1836م)، وهو (النهر) موجود إلى الآن، إلا انه بعد غصبه منا آل إلى الخراب، لأن منفعته ليست كالأول.